# زیردریایی یو-۱۹۶
زیردریایی یو-۱۹۶ (به انگلیسی: German submarine U-196) یک زیردریایی بود که طول آن ۸۷٫۶۰ متر (۲۸۷٫۴ فوت) بود. این زیردریایی در سال ۱۹۴۲ ساخته شد.